# توافق نسيجي
التوافق النسيجي، أو توافق الأنسجة، أو عدم توافق نسيجى أو تنافر نسيجى، هو خاصية وجود نفس الأليلات أو تشابهها بشكل كافٍ، لمجموعة من الجينات تسمى مستضدات كريات الدم البيضاء البشرية (إتش إل إيه)، أو معقد التوافق النسيجي الكبير (إم إتش سي). يعبر كل فرد عن العديد من بروتينات مستضدات كريات الدم البيضاء البشرية الفريدة على سطح خلاياه، والتي ترسل إشارة إلى الجهاز المناعي لمعرفة ما إذا كانت الخلية جزءًا ذاتيًا أو كائنًا غازيًا. تتعرف الخلايا التائية على جزيئات مستضدات كريات الدم البيضاء البشرية الغريبة وتؤدي إلى استجابة مناعية تدمر الخلايا الغريبة. يرتبط اختبار التوافق النسيجي الكبير بالمواضيع المتعلقة بزرع الأعضاء الكاملة أو الأنسجة أو الخلايا الجذعية، إذ يؤدي التشابه أو الاختلاف بين أليلات مستضدات كريات الدم البيضاء البشرية للمتبرع والمتلقي إلى رفض الجهاز المناعي لعملية الزرع. تؤدي المجموعة الواسعة من أليلات مستضدات كريات الدم البيضاء البشرية المحتملة إلى مجموعات فريدة من نوعها في الأفراد وتجعل المطابقة صعبة.

## الاكتشاف
كان اكتشاف معقد التوافق النسيجي الكبير ودور التوافق النسيجي في الزرع جهدًا مشتركًا للعديد من العلماء في القرن العشرين. اقتُرح الأساس الجيني لرفض الزرع في ورقة نُشرت في مجلة نيتشر عام 1914 من قبل كلارنس كوك ليتل وإرنست تايزر، وأظهرت أن الأورام التي زُرعت بين الفئران المتطابقة وراثيًا نمت بشكل طبيعي، لكن الأورام التي زُرعت بين الفئران غير المتطابقة رُفضت وفشلت في النمو. اقترح بيتر مدور دور الجهاز المناعي في رفض الزرع، إذ أظهرت عمليات زرع الجلد التي أجريت لضحايا الحرب العالمية الثانية أن معدلات رفض زرع الجلد بين الأفراد كانت أعلى بكثير من عمليات الزرع الذاتي لدى الفرد، وأن تثبيط الجهاز المناعي يؤخر رفض زرع الجلد. حصل مدور بالمشاركة على جائزة نوبل لعام 1960 جزئيًا عن هذا العمل.
في الثلاثينيات والأربعينيات من القرن العشرين، عزل كل من جورج سنيل وبيتر غورر العوامل الوراثية التي سمحت بإجراء بالزرع بين سلالات الفئران في حال تشابهها، وأطلقوا عليها اسم إتش ومولد الضد II على التوالي. كان هذين العاملين في الواقع نفس الشيء، وسُمي الموقع الكروموسومي إتش-2. صاغ سنيل مصطلح «التوافق النسيجي» لوصف العلاقة بين بروتينات إتش-2 على سطح الخلية وقبول الزرع. اكتُشفت النسخة البشرية من معقد التوافق النسيجي من قبل جان دوسيه في الخمسينيات من القرن العشرين، عندما لاحظ أن متلقي عمليات نقل الدم ينتجون أجسامًا مضادة موجهة ضد خلايا المتبرع فقط. اكتُشف أن هدف هذه الأجسام المضادة، أو مستضدات كريات الدم البيضاء البشرية، هي المشابه البشري لمعقد التوافق النسيجي الكبير لفأر سنيل وغورر. حصل سنيل ودوسيه وباروخ بن الصراف على جائزة نوبل مشتركة عام 1980 لاكتشافهم معقد التوافق النسيجي الكبير ومستضدات كريات الدم البيضاء البشرية.

## دوره في الزرع
بعد إجراء الزرع، تنشط الخلايا التائية للمتلقي بواسطة جزيئات معقد التوافق النسيجي الكبير الغريبة على أنسجة المتبرع وتحفز الجهاز المناعي لمهاجمة الأنسجة المتبرع بها وكلما كانت أليلات إتش إل إيه أكثر تشابهًا بين المتبرع والمتلقي، قل عدد الأهداف الخارجية الموجودة على أنسجة المتبرع والتي تسمح للجهاز المناعي للمضيف بالتعرف عليها ومهاجمتها. يتغير عدد جزيئات معقد التوافق النسيجي الكبير واختيارها عند تحديد ما إذا كان شخصان متوافقان نسيجيًا بناءً على التطبيق، وثبت أن مطابقة إتش إل إيه-إيه وإتش إل إيه-بي و إتش إل إيه-دي آر يحسن نتائج المرضى. لمعقد التوافق النسيجي تأثير قابل للقياس على زرع الأعضاء الكاملة، ما يزيد من متوسط العمر المتوقع لكل من المريض والعضو. لذلك، يعد تشابه مستضدات كريات الدم البيضاء البشرية عاملًا هامًا عند اختيار المتبرعين لزرع الأنسجة أو الأعضاء. يكون هذا هامًا بشكل خاص لعمليات زرع البنكرياس والكلى.

## وصلات خارجية
- Histocompatibility في المكتبة الوطنية الأمريكية للطب نظام فهرسة المواضيع الطبية (MeSH).